# European Disability Forum
L'European Disability Forum (EDF; in lingua italiana Forum Europeo Disabilità) è l'organizzazione ombrello che si occupa del meeting tra  le associazioni di categoria delle disabilità in Europa.

## Storia
Nel 1991, la Commissione europea ha adottato la proposta di decisione del Consiglio dell'Unione europea che istituisce il programma Helios II, il cui scopo principale era quello di creare una rete di lavoro europea nel campo della disabilità. A tal fine, nel febbraio 1993 l'European Disability Forum è stato creato come organo consultivo della Commissione europea. Nel 1996 l'EDF è diventata una struttura indipendente.

## Organizzazione
L'EDF è, ad oggi, la più grande organizzazione rappresentativa di persone con disabilità in Europa. L'organizzazione riunisce 27 consigli nazionali, 67 organizzazioni europee, 23 organizzazioni nazionali, regionali o locali e 32 singoli membri. Esistono anche organizzazioni non governative europee (ONG) che rappresentano diversi tipi di disabilità, fondato nel 1993 da 8 associazioni per disabili.
L'assemblea generale elegge ogni 4 anni i membri del consiglio di amministrazione, della presidenza, degli organi consultivi e dei comitati incaricati di fornire competenze in vari settori. Dal 1999, il suo presidente è Yannis Vardakastanis, di origine greca, affetto da cecità.
L'EDF si riunisce ogni anno a Bruxelles in occasione della Giornata europea delle persone con disabilità. In quei giorni avviene la cerimonia per il Premio europeo per le città accessibili (in inglese Access City Award) organizzata dalla Commissione europea e dal Forum europeo della disabilità.
È membro dell'Istituto europeo per le norme di telecomunicazione (ETSI).

## Membri
| Bandiera    | Organizzazione                                                                                                 |
| ----------- | --- |
| Austria     | Der Österreichische Behindertenrat                                                                             |
| Belgio      | Belgisch gehandicaptenforum / Forum belge des personnes handicapées                                            |
| Bulgaria    | Национален съвет на хората с увреждания в България (Natsionalen sŭvet na khorata s uvrezhdaniya v Bŭlgariya)   |
| Croazia     | Hrvatski savez udruga osoba s invaliditetom                                                                    |
| Cipro       | Κυπριακή Συνομοσπονδία Οργανώσεων Αναπήρων (Kypriakí Synomospondía Organóseon Anapíron)                        |
| Danimarca   | Organisation for handicappede mennesker Danmark                                                                |
| Estonia     | Eesti Puuetega Inimeste Koda                                                                                   |
| Finlandia   | Suomen vammaisfoorumi                                                                                          |
| Francia     | Conseil Français des personnes Handicapées pour les questions Européennes                                      |
| Germania    | Deutscher Behindertenrat                                                                                       |
| Grecia      | Εθνική Συνομοσπονδία Ατόμων με Ειδικές Ανάγκες Ελλάδα (Ethnikí Synomospondía Atómon me Eidikés Anánkes Elláda) |
| Irlanda     | Disability Federation Ireland / Cónaidhm Mhíchumais na hÉireann                                                |
| Islanda     | Samtök fatlaðra á Íslandi                                                                                      |
| Italia      | Forum italiano sulla disabilità                                                                                |
| Lettonia    | Latvijas invalīdu organizāciju jumta ķermenis                                                                  |
| Lituania    | Lietuvos neįgaliųjų forumas                                                                                    |
| Lussemburgo | Luxembourg National Behënnerungsrot                                                                            |
| Malta       | Federazzjoni ta 'Organizzazzjonijiet ta' Persuni b'Diżabilità                                                  |
| Norvegia    | Forbund for funksjonshemmede organisasjoner                                                                    |
| Polonia     | Polskie Forum Osób Niepełnosprawnych                                                                           |
| Portogallo  | Confederação Nacional das Organizações de Pessoas com Deficiência                                              |
| Rep. Ceca   | Česká národní rada pro zdravotně postižené                                                                     |
| Romania     | Consiliul Național pentru Dizabilități                                                                         |
| Slovacchia  | Slovenská rada zdravotne postihnutých                                                                          |
| Slovenia    | Slovenski nacionalni invalidski svet                                                                           |
| Spagna      | Comité Español de Representantes de Personas con Discapacidad                                                  |
| Svezia      | Svenska handikapprättsförbundet                                                                                |
| Ungheria    | Fogyatékkal élők Szövetségeinek Országos Tanácsa                                                               |

## Presidenti
- Yannis Vardakastanis (1999 - in carica)